# Округ Форд (Тексас)
Округ Форд (енгл. Foard County) је округ у америчкој савезној држави Тексас. По попису из 2010. године број становника је 1.336.

## Демографија
Према попису становништва из 2010. у округу је живело 1.336 становника, што је 286 (17,6%) становника мање него 2000. године.
| Група             | 2000.         | 2010.         |
| Белци             | 1.277 (78,7%) | 1.087 (81,4%) |
| Афроамериканци    | 53 (3,3%)     | 53 (4,0%)     |
| Азијати           | 3 (0,2%)      | 5 (0,4%)      |
| Хиспаноамериканци | 265 (16,3%)   | 187 (14,0%)   |
| Укупно            | 1.622         | 1.336         |